# نهر رو
نهر رو (بالإنجليزية: Roe River)‏ هو نهر في ولاية مونتانا ،الولايات المتحدة الأمريكية. يجري النهر بين الينابيع العملاقة ونهر ميزوري في مدينة غريت فولز. يبلغ طول هذا النهر في أقصى طول له 201 قدم (61 متر) وعمقه في حدود 6-8 قدم.
خلال العام 1989، نجحت إحدى الحملات المحلية في إدراج النهر ضمن موسوعة غينيس للأرقام القياسية كأصغر نهر في العالم. قبل ذلك التاريخ سجل نهر دي في ولاية أوريغون نفسه كأصغر نهر في العالم ضمن موسوعة غينيس للأرقام القياسية بطول 440 قدم (134 متر)، قبل أن يخسر هذا اللقب لصالح نهر رو.
ولكن منذ عام 2006 لم تعد موسوعة غينيس للأرقام القياسية تدرج أصغر نهر في العالم ضمن قوائمها.